# Touboro
Touboro est une commune du Cameroun située dans la région du Nord et le département du Mayo-Rey.

## Population
Lors du recensement de 2005, la commune comptait 154 366 habitants, dont 18 583 pour Touboro Ville.

## Structure administrative de la commune
Outre Touboro proprement dit, la commune comprend les villages suivants :
- Akana
- Ambarang
- Aviation
- Babidan
- Bagou
- Bakari
- Bakka
- Baoudi
- Barkari
- Benou
- Biltao
- Bingo
- Boforo
- Bogdibo
- Boklere
- Bougoi
- Bougoui
- Djackone
- Djak Nda
- Djindang
- Djom Bindoi
- Djouck Bakary
- Dock
- Dompta
- Dompla
- Dourou
- Flai
- Foulbi
- Foumbang Kabla
- Golombali
- Gouloum
- Habaga
- Hankao
- Home
- Ibbal
- Kades
- Kanana
- Karang Pandjama
- Kim
- Koman Baya
- Kombo
- Koubao
- Kouman
- Kouroumdji
- Lagai
- Lagoi Winde
- Lara Koussine
- Lara Nda
- Londjengue
- Loubol
- Lougguere
- Mafare
- Malaou Mbali
- Man
- Maroum
- Mata Mada
- Mayo Colom
- Mayo Ladde
- Mayo Mbi
- Mayo Nda
- Mayo Zaki
- Mayo Zaria
- Mba Lainde
- Mbaimboum
- Mbailara
- Mbakana
- Mbali
- Mbang Rey
- Mbeing
- Mbidere
- Mbikouni
- Mbilougui
- Mbitom
- Mbodo I
- Mboko
- Mbong
- Ndanga
- Ndicki
- Ndika
- Ngai Toukoulou
- Ngai
- Ngai
- Ngara
- Ngoumi
- Nguirwiri
- Pandjama
- Phaco
- Ribao
- Rol
- Seing
- Selal Mboussiri
- Sirbia
- Siri
- Sokorta Manga
- Sora Mboum
- Tapi
- Tchabbal Siile
- Tennahoy
- Vogzom
- Vokna
- Wakassao
- Wangtounou
- Wourlagwe
- Wouro Dala
- Wouro Kessoum
- Wouro Massara
- Wouro Seyo
- Wouro Souley
- Yandea
- Yandea
- Yanli
- Yoko
- Kerbaï
- Djipordé

Mayo batsa

## Économie
La localité dispose d'une centrale électrique isolée exploitée par Enéo d'une capacité installée de 900 kW.
Au nord de la ville se trouve l'aérodrome de Touboro.
L'une des usines d'égrenage de la Sodecoton se trouve au sud de la ville, près du fleuve...